# 新・ぼくはむく犬
『新・ぼくはむく犬』（The Shaggy D.A.）は、1976年のアメリカ合衆国のコメディ映画。ロバート・スティーヴンソン監督、ディーン・ジョーンズ、ティム・コンウェイ、スザンヌ・プレシェット、キーナン・ウィン、ジョー・アン・ワーリー出演。1959年公開の『ボクはむく犬』の続編である。フェーリクス・ザルテンが1923年に発表した小説『Der Hund von Florenz』（英：The Hound of Florence, 日：フィレンツェの猟犬）を原作としている。

## キャスト
役名、俳優、日本語吹替の順に表記。
- ウィルビー・ダニエルズ - ディーン・ジョーンズ（江原正士）
- ティム - ティム・コンウェイ（稲葉実）
- ベティ・ダニエルズ - スザンヌ・プレシェット（一城みゆ希）
- ジョン・スレイド - キーナン・ウィン（加藤精三）
- カトリッカ - ジョー・アン・ワーリー（英語版）（一柳みる）
- レイモンド - ディック・ヴァン・パタン（田口昂）
- エディ・ロシャク - ヴィック・テイバック（英語版）（糸博）
- ハウィー・クレミングス - ジョン・フィードラー（小形満）
- ワットリー - ハンス・コンリード（城山堅）
- ブレナー提督 - ジョン・マイハーズ（英語版）（中庸助）
- フレディ - リチャード・バカライアン（英語版）（仲野裕）
- ディップ - ウォーレン・バーリンジャー（高木渉）
- インタビュアー - ジョナサン・デイリー（英語版）（松本大）
- シェルドン - マイケル・マクグリーヴィ（英語版）（松本大）
- 巡査部長 - リチャード・オブライエン（島香裕）
- ローラースケート場のアナウンサー - リチャード・レイン（宝亀克寿）
- バーテンダー - パット・マコーミック（島香裕）

## スタッフ
- 監督：ロバート・スティーヴンソン
- 脚本：ドン・テイト
- 原作：フェーリクス・ザルテン 『The Hound of Florence』
- 製作：ビル・アンダーソン
- 製作総指揮：ロン・ミラー
- 撮影監督：フランク・フィリップス
- 編集：ボブ・ブリング、ノーマン・パーマー
- 音楽：バディ・ベイカー（英語版）